# زفيوزدنيي (إركوتسك)
زفيوزدنيي (بالروسية: Звёздный) هي مدينة في مقاطعة إركوتسك أوبلاست في روسيا.
يبلغ عدد سكانها حوالي 1064 نسمة.